# American Mount Everest Expedition 1963
American Mount Everest Expedition – amerykańska wyprawa himalajska zorganizowana w 1963 roku na Mount Everest. Pierwszym Amerykaninem na szczycie był 1 maja 1963 Jim Whittaker wraz z szerpą Nawang Gombu. Spośród dziewiętnastu alpinistów na Evereście stanęło pięciu. W czasie wyprawy wytyczono nową drogę, zachodnią granią.

## Przebieg akcji górskiej

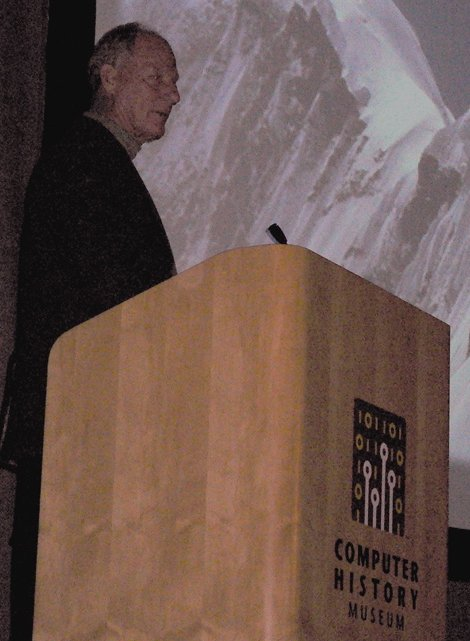
Jim Whittaker – pierwszy amerykański zdobywca Everestu.

21 marca 1963 została założona baza główna na lodowcu Khumbu na wysokości 5425 m n.p.m. Głównym celem wyprawy było osiągnięcie Everestu drogą pierwszych zdobywców. Była jednak grupa alpinistów zainteresowanych pokonaniem zachodniej grani i przeprowadzeniem pierwszego trawersu Everestu. 23 marca podczas wytyczania trasy na lodospadzie zginął John Breitenbach. 26 marca rozpoczęto ponownie ubezpieczanie szlaku przez lodowiec. 30 marca na wysokości 6160 m n.p.m. założono obóz I. Obóz II założono 2 kwietnia na wysokości 6500 m n.p.m. Miał on też pełnić rolę bazy wysuniętej dla dwóch grup działających na dwóch drogach. Grupa atakująca szczyt od strony przełęczy południowej założyła obóz III na flance Lhotse na wysokości 6980 m n.p.m., a obóz IV na wysokości 7590 m n.p.m. Przełęcz południową osiągnięto 16 kwietnia. 22 i 24 kwietnia do obozu V na wysokości 7986 m n.p.m. wnosiły ładunki dwie grupy szerpów. Była to pierwsza w historii himalaizmu samodzielna praca szerpów na tak dużej wysokości. 25 kwietnia z bazy wyruszyły zespoły szturmowe. 30 kwietnia założono obóz VI na wysokości 8370 m n.p.m. na grani południowo-wschodniej. Do ataku szczytowego wyruszył Jim Whittaker i szerpa Nawang Gombu 1 maja o godzinie 6:30. Szczyt osiągnięto o godzinie 13:00. Około czterdziestu pięciu minut po wyjściu z obozu szturmowego pierwszej pary do ataku szczytowego wyruszyli Norman Dyhereufurth i szerpa Ang Dawa. Dyhereufurth miał uwiecznić na filmie pierwsze amerykańskie zdobycie Everestu. Dokumentację filmową sporządził do wysokości 8600 m n.p.m., gdyż dalej nie był w stanie iść, poza tym widoczność ograniczała burza śnieżna. Na wysokości 8660 m n.p.m. zdeponowali oni pięć zapasowych butli z tlenem i zawrócili. Była to ważna decyzja dla Whitakera i jego partnera, gdyż jeszcze na szczycie skończył im się tlen. Zdobywcy powrócili do obozu VI jeszcze przed godziną 18:00. Następnego dnia zejście do bazy kontynuowali już w czwórkę.